# Leptograpsodes
Leptograpsodes is een geslacht van krabben uit de familie van de Grapsidae.

## Soort
- Leptograpsodes octodentatus (H. Milne Edwards, 1837)